# Hamar Kálmán (plébános)
Hamar Kálmán Vince (Nemespann, 1876. július 22. – 1963. június 8.) esperes, plébános.

## Élete
Hamar József (1832-?) kántortanító és zsitvagyarmati Szabó Ludovika gyermeke. Testvére Hamar Gyula járásbíró, királyi táblabíró, vadász.
1898-ban felszentelték, majd 1898-1901 között bossányi káplán. 1901-től Mocsonokon, 1902-ben Bossányban és 1902-1903-ban Apátkoloson adminisztrátor.
1903-1911 között Apponyban szolgált. 1911-től Felsővesztény plébánosa. 1912-től kerületi titkár, 1918-tól nyitraszerdahelyi plébános. 1920 körül ideiglenesen Zsolton is helyettesített. 1931-től tanácsos plébános. 1931-ben Juraj Bezák esperes halála után 2 évig Szolcsányban helyettesített, ahol rendbetette a templomot, a plébániát és a szegényházat is. 1933-tól kovarci esperes lett. 1937-től nagybélici plébános, majd 1938-ban nyugdíjba vonult.
A holicsi temetőben nyugszik.